# Santa María (1984)
Santa María (F-81) – hiszpańska fregata rakietowa, okręt prototypowy typu Santa María.

## Skrócony opis
„Santa María” (F-81) jest okrętem prototypowym serii hiszpańskich fregat rakietowych Santa María, będących lokalnym, licencyjnym rozwinięciem okrętów typu Oliver Hazard Perry (OHP). Budowę okrętu rozpoczęto 22 maja 1982 roku. Jednostkę zwodowano 11 listopada 1984, zaś uroczyste wprowadzenie fregaty do służby odbyło się 12 października 1986 roku. 
Okręt ten, tak jak inne jednostki tej serii, w stosunku do fregat OHP posiadają większą szerokość oraz wyporność, co pozwala na łatwiejszą implementację ewentualnych przyszłych modernizacji i przezbrojeń. Okręt posiada dodatkowo radar dozoru nawodnego i powietrznego RAN-12L. Okręty tego typu posiadają także inne zespoły prądotwórcze, systemy walki elektronicznej, stację hydrolokacyjną oraz lokalny system CIWS Meroka Mod. 2B.
W 2007 roku fregata „Santa María” wraz z bliźniaczą „Reina Sofía” poddana była procesowi modernizacji w stoczni Navantia.

## Udział w misjach zagranicznych
Pierwszą misją zagraniczną okrętu był udział w 1990 roku w I wojnie w Zatoce Perskiej w ramach operacji Desert Shield, fregata „Santa María” wraz z innymi okrętami pełniła min. misje patrolowe.
W 1994 jednostka uczestniczyła w operacji Sharp Guard, gdzie wraz dwoma innymi okrętami z krajów Unii Europejskiej oraz siłami STANAVFORMED kontrolowała jednostki wpływające do byłej Jugosławii, zwalczając tym samym przemyt i nielegalny handel bronią. W 1999 roku okręt brał udział w wyzwoleniu Kosowa.
Kolejną misją fregaty był udział w 2001 roku w operacji Active Endeavour, której celem była ochrona statków cywilnych w rejonie cieśniny Gibraltarskiej przed atakami terrorystycznymi. Decyzja o zabezpieczeniu szlaku była jednym z ośmiu punktów planu operacyjnego przyjętego po atakach 11 września 2001 roku.
W roku 2002 okręt brał udział w operacji  Enduring Freedom, której głównym zadaniem było prowadzenie działań antyterrorystycznych u wybrzeży Afganistanu.
„Santa María” w 2011 roku wzięła udział w operacji Atalanta, której celem było zwalczanie piractwa u wybrzeży Somalii. W czasie trwania misji hiszpańska fregata pokonała ponad 25 000 mil morskich, działając przez pięć miesięcy przeciwko piratom somalijskim.